# رقصنده باله

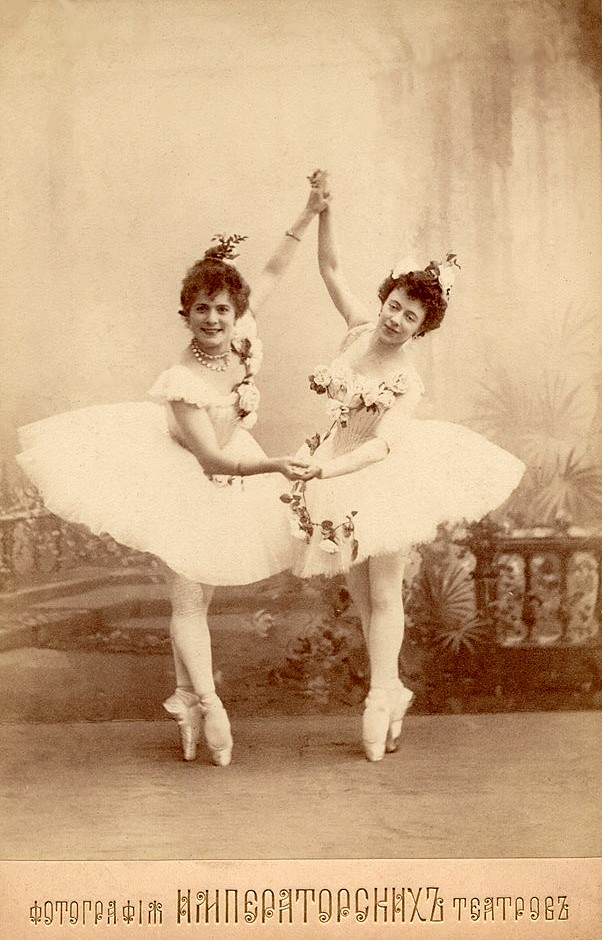
اولگا پرئوبراژنسکایا (سمت راست) و پیرینا لنیانی (چپ) لباسهای عنوان مدورا و گلناره، به ترتیب، برای صحنه «Le jardin animé» از احیای نهایی ماریوس پتیپا از Le Corsaire برای باله امپریال. خیابان پترزبورگ، ۱۸۹۹. لنیانی اولین بالرین بود که تاکنون رسماً با عنوان prima ballerina assoluta، بالاترین رتبه برای زنان شناخته شد.

رقصنده باله یا بالرین (به ایتالیایی: ballerina) فردی است که هنر باله کلاسیک را تمرین می‌کند. هم زنان و هم مردان می‌توانند باله تمرین کنند. با این حال، رقصندگان سلسله مراتب و نقش‌های جنسیتی سخت دارند. آنها برای تبدیل شدن به بخشی از شرکت‌های حرفه ای به سالها آموزش گسترده و تکنیک مناسب تکیه می‌کنند. رقصندگان باله به دلیل تکنیک خواستار باله در معرض خطر آسیب زیادی قرار دارد. پاهای بالرین مستعد شکستگی و آسیب‌های دیگر نیز هست. فرود نادرست و از پرش و رقص در کفش پیست ممکن است خطر شکستگی استخوان و مشکلات مچ پا را افزایش دهد. تاندونیت در بالرین‌ها بسیار شایع است زیرا کار پوینت روی مچ پا آنها شدید است. فرود نادرست از پرش نیز ممکن است منجر به پاره شدن تاندون‌ها شود، در نتیجه عضله از استخوان جدا می‌شود.